# Bataille de Ramadi (2013-2015)
Pour les articles homonymes, voir bataille de Ramadi.
Seconde guerre civile irakienne
La deuxième bataille de Ramadi a lieu pendant la campagne d'al-Anbar, lors de la seconde guerre civile irakienne. Après un an et demi de combats, la ville de Ramadi est prise par l'État islamique et les rebelles sunnites.

## Déroulement

### Insurrection des tribus sunnites
Le 28, le député sunnite Ahmed al-Alwani (ar) est arrêté à Ramadi. Son frère et cinq ou six de ses gardes du corps sont tués au cours de l'arrestation,. Après des mois de tensions (en) avec le gouvernement irakien, des tribus sunnites s'insurgent et les affrontements éclatent le 30 décembre 2013,,. En cause, le démantèlement d'un campement de protestataires anti-gouvernementaux par la police à Ramadi (qualifié de « QG d'Al-Qaïda » par le Premier ministre Nouri al-Maliki) qui se solde par la mort de 13 personnes (dix civils et trois policiers). Pour protester contre la multiplication des évènements de ce genre dans la province d'Al-Anbar, l'érudit sunnite Abdoul Malik al Saadi (ar) appelle le gouvernement irakien à « se calmer et éteindre les flammes de la guerre civile » ainsi qu'à « se retirer des sit-ins » pour éviter que des incidents de ce genre ne se reproduisent. Il enjoint le peuple d'Al-Anbar à « être patient et à se défendre (...) avec bravoure et courage » et demande aux ministres et aux députés sunnites de démissionner, ce que quarante d'entre eux font immédiatement.  
Le 2 janvier, les insurgés prennent le contrôle de plusieurs secteurs de la ville. Le 3 janvier, les combats se poursuivent entre les djihadistes et les forces de sécurité irakiennes (en) alliées à des tribus locales. À Ramadi, contrairement à Falloujah, la plupart des milices tribales prennent le parti des forces gouvernementales. Selon le ministère de l'Intérieur (en), au moins 71 djihadistes et 32 civils sont tués. Selon l'ancien chef des Sahawat, Ahmed Abou-Risha, 62 insurgés ont été tués, dont 46 à Ramadi et 16 à Khalidiya (en), située au sud de cette ville. Il affirme également que parmi les morts figure l'émir d'Al-Anbar de l'EIIL Abou Abderrahmane al-Baghdadi. L'avant-veille, le chef des Sahawat, Wissam al-Hardan, et le chef de la police d'al-Anbar, le général Hadi Razij Kassar, avaient annoncé la mort d'un autre cadre de l'EIIL à Ramadi (Abou Wahib),, une information qui s'est révélée fausse. 
Le 4 janvier, Falloujah est prise par les rebelles sunnites. La ville de Ramadi reste tenue par les forces gouvernementales mais les djihadistes sont toujours présents dans les quartiers de Malab, Adel et Bakr,,,. 
Dans la nuit du 4 au 5 janvier, l'aviation irakienne effectue plusieurs bombardements sur Ramadi, 25 djihadistes de l'EIIL sont tués selon les autorités. Le même jour, selon les déclarations anonymes de membres du gouvernement de la province d'Al-Anbar à l'Associated Press, 22 soldats, 12 civils et nombre inconnu d'insurgés ont été tués à Ramadi, on compte également 58 blessés.

### Poursuite des combats
Dans la nuit du 6 au 7 janvier, l'armée irakienne (en) lance un assaut pour reprendre l'ouest de Ramadi. Les combats durent de 23 h à 6 h du matin, mais les insurgés repoussent finalement les assaillants. Au moins 4 civils sont tués et 14 blessés. Le 7, 25 insurgés sont tués par une frappe aérienne dans la ville selon le ministre de la Défense Saadoun al-Doulaïmi (en).
Le 8 janvier à Ramadi, deux miliciens sont tués et quatre autres blessés par un kamikaze.
Le 10 janvier, les combattants des tribus loyalistes et la police reprennent le contrôle des quartiers de Malaab et de Fursan. Selon Ahmed Abou-Risha, ancien chef des milices Sahwa, les djihadistes ne contrôlent plus que 10 % de la ville. D'après un médecin, au moins deux civils ont été tués, quatre civils et huit insurgés sont également blessés,.
Mais le 14 janvier, les djihadistes regagnent du terrain, les deux quartiers conquis les jours précédents par les loyalistes sont repris par rebelles. Ces derniers poursuivent leur avance et contrôlent six quartiers du sud et du centre de la ville. Selon un médecin du principal hôpital de Ramadi, au moins deux policiers sont tués et cinq blessés.
Le soir du 16 janvier, trois miliciens loyalistes sont tués par un kamikaze. Quelques heures plus tard, des bombardements font trois morts dans cette même ville,.
Le 1er février, l'armée irakienne lance une offensive à Ramadi, selon Ahmed Abou-Risha 35 insurgés sont tués. Le 3, l'armée irakienne affirme avoir repris plusieurs quartiers et selon elle, 57 rebelles ont été tués à Al-Anbar, la plupart dans la banlieue de Ramadi,,. Le colonel de police Hamid Shandukh déclare à l'AFP que 400 bombes ont été désamorcées dans la ville, dont plusieurs dizaines cachées dans des maisons.
Selon le gouvernement irakien, 52 insurgés sont tués à Ramadi lors de combats livrés les 3 et 4 mars. Au cours du mois de mars, la ville de Ramadi est presque complètement reprise par les forces gouvernementales.
Le 20 mars, une vingtaine de soldats d'élite des forces de sécurité irakiennes (en) pénètrent dans un bâtiment piégé par des charges explosives. L'explosion fait 14 morts dans les rangs des militaires. 
Le 11 avril, six hommes appartenant probablement à l'EIIL sont tués par des soldats d'après une source de la police provinciale. Le 16, deux kamikazes se font exploser à deux entrées de bâtiments officiels, tuant trois soldats, un policier et un civil et faisant environ 12 blessés,. Le 25, quatre hommes de l'EIIL sont tués à l'ouest de Ramadi selon un officier de la police irakienne.
Le 7 juin, un commando de 30 à 40 djihadistes de l'EIIL s'empare de l'université de Ramadi (en) après avoir tué des gardes et fait sauter un pont. Plusieurs centaines d'étudiants et de membres du personnel sont pris en otages par les assaillants. Peu après les forces spéciales irakiennes lancent l'assaut. À la fin de la journée, le ministère de l'Intérieur (en) annonce que « tous les étudiants pris en otages ont été libérés »,,.
Le 11 juillet, les rebelles sunnites lancent une offensive. Des combats ont lieu à l'ouest de la ville, les insurgés s'emparent d'un poste de police et en font exploser un autre. 11 policiers sont tués et 24 blessés selon les déclarations à l'AFP, d'un officier et d'un médecin.

### Prise de Ramadi par l'État islamique
Le 21 novembre 2014, l'État islamique lance une importante offensive sur Ramadi, qui est attaquée de tous les côtés. Les djihadistes parviennent à entrer dans la ville par son côté est,. Rapidement, ils s'emparent de 30 % de la ville et progressent jusqu'à son centre, où les combats se poursuivent près du siège du gouvernement provincial. Le 23, l'ancien député sunnite Ahmed al-Alwani (ar), dont l'arrestation est à l'origine de la bataille, est condamné à la peine de mort (en). « Toute la tribu Albou Alwan lutte contre (l'EI), aux côtés du gouvernement », mais « la moitié des combattants d'Albou Alwan se retireront s'ils exécutent Alwani », avertit un chef de son clan. Le soir du  26 novembre, un assaut des forces djihadistes sur le siège du gouvernorat est repoussé par les troupes gouvernementales et les tribus loyalistes, soutenues par l'aviation des coalisés qui effectuent dix frappes. Le 29, les combats se poursuivent dans les quartiers Mouallimine et El-Bakr, et aux abords du quartier d'Al-Hoz, tenu par l'EI.
Le 11 avril, sept véhicules kamikazes lancent une attaque-suicide à Ramadi, faisant au moins 13 morts et 30 blessés. L'attaque est suivie d'un assaut des groupes djihadistes qui gagnent du terrain,,. 
Le 10 avril, l'État islamique lance une offensive et s'empare de deux quartiers des faubourgs nord de Ramadi. Les lignes irakiennes sont enfoncées et le chef du conseil provincial d'Al-Anbar, Sabah Karhout (ar), réclame d'urgence des renforts. Les djihadistes détruisent également le pont reliant Ramadi et Albou Faradj.
Le 15 avril, l'EI s'empare des villages d'Albou Ghanim, Soufiyah, Albu Mahal et Albou Souda à l'est de Ramadi,,. L'armée irakienne (en) lance également une offensive pour tenter de secourir la ville, les combats provoquent l'exode d'au moins 90 000 personnes,. Du 20 avril au 27 avril, la police de Ramadi perd 30 hommes tués et 100 blessés, et selon Al Jazeera, environ 100 soldats sont tués dans une attaque près du barrage de Tharthar (ar) — ce que le ministre de la Défense Khaled al-Obaidi dément, il reconnaît cependant que deux haut gradés de l'armée irakienne et onze soldats sont morts le 24 avril dans un attentat à l'est de Ramadi,. 
Début mai, les familles de miliciens sunnites anti-EI fuient la province et pour tenter de se réfugier à Bagdad, mais le gouvernement irakien refuse de les laisser entrer dans la capitale. Le 14 mai, Abou Bakr al-Baghdadi déclare dans un message audio que la « porte de la repentance est ouverte », il promet le pardon aux miliciens, militaires et policiers sunnites qui déposeront les armes et encourage les familles sunnites refoulées à Bagdad à revenir à Anbar. Ces déclarations semblent avoir eu un écho chez les combattants sunnites anti-EI, abandonnés par le gouvernement central et démoralisés,. 
Le lendemain de ce message audio, l'État islamique reprend son offensive sur Ramadi. Le 15 mai, il s'empare du principal complexe gouvernemental de Ramadi, après avoir notamment engagé plus de six véhicules suicides, les djihadistes contrôlent alors presque toute la ville,,. Mal soutenues par le gouvernement irakien qui refuse de les armer, les milices sunnites anti-EI finissent par battre en retraite après de long mois de combats. Le chef tribal Omar Chihan al-Alwani affirme que « le gouvernement craint que s'il arme les tribus, elles finissent par se retourner contre lui », ajoutant qu'elles auraient pu vaincre l'EI avec un meilleur soutien. « Les groupes tribaux sunnites ne pourront pas faire face seuls aux attentats suicide au camion piégé sans matériel antichars », abonde Michael Knights, analyste au Washington Institute. « Si le gouvernement répond aux demandes des tribus, tout particulièrement celles qui combattent (les jihadistes), nos relations seront bonnes (...) S'il ne le fait pas, nous ne lui ferons jamais confiance », tranche le chef tribal Achour al-Mihlawi. Le 17 mai, la ville de Ramadi tombe entièrement aux mains de l'État islamique, au terme d'affrontements très violents. Selon le porte-parole du gouverneur de la province d'al-Anbar, plus de 500 militaires et civils sont morts en 48 heures,. (Le bilan serait ensuite monté à au moins 800 morts). Plus de 55 000 civils fuient également la ville,.
La province d'Al-Anbar est alors presque totalement tenue par l'État islamique. Les forces irakiennes (en) ne contrôlent alors plus que les villes de Haditha et Amiriyat Falloujah (en), ainsi que les bases militaires de Habbaniya et de Baghdadi.
Le comportement de l'armée irakienne est fortement critiqué le 24 mai par Ashton Carter, le secrétaire à la Défense des États-Unis, qui déclare que « Ce qui est arrivé apparemment c’est que les forces irakiennes n’ont pas montré de volonté de se battre. (...) Nous avons un problème avec la volonté des Irakiens de combattre l’EI et de se défendre ». Il précise que les soldats irakiens « n’étaient pas en nombre insuffisant, ils dépassaient largement en nombre les forces opposées, et ils ne sont pas parvenus à se battre. Ils se sont retirés de la zone ». Le soir même, le général Qassem Soleimani, commandant de la Force Al-Qods des Gardiens de la révolution iraniens, accuse en retour les États-Unis de n'avoir rien fait pour aider l'armée irakienne : « M.(Barak) Obama, quelle est la distance entre Ramadi et la base al-Assad où les avions américains sont basés? Comment pouvez-vous vous installer là-bas sous prétexte de protéger les Irakiens et ne rien faire. Ceci n'est pas autre chose que d'être complice d'un complot ».

## Conséquences
La défaite humiliante de Ramadi pousse l'armée irakienne et ses alliés à revoir leurs plans, privilégiant une reconquête de l'ouest irakien à une offensive printanière sur Mossoul, qui est différée à 2016,.

### Vidéographies
- [vidéo] Under Siege in Ramadi, reportage de Vice news.

### Analyses
- (fr) [vidéo] France 24 : L'EI continue de progresser dans la province irakienne d'Anbar, par Wassim Nasr.
- (fr) [vidéo] France 24 : La prise de Ramadi par l’État islamique (EI), est-ce vraiment une surprise ? - IRAK, par Wassim Nasr.
- (fr) [vidéo] France 24 : Irak : la reprise de Ramadi aux jihadistes de l’EI va-t-elle être facile ?, par Wassim Nasr.

### Articles
- Jean-Marc Lafon, A Ramâdi, Bagdad retrouve ses vieux démons, Kurultay, 18 mai 2015.
- Jean-Marc Lafon, Irak : mais où est donc passée la 7e Compagnie ?, Kurultay, 20 mai 2015.